# Viljo
Viljo ist als eine Kurzform von Vilhelm ein finnischer und estnischer männlicher Vorname. Namenstag in Finnland ist der 27. Januar.

## Namensträger

### Vorname
- Viljo Anslan (1937–2017), estnischer Seemann und Schriftsteller
- Viljo Heino (1914–1998), finnischer Langstreckenläufer
- Viljo Revell (1910–1964), finnischer Architekt
- Viljo Vellonen (1920–1995), finnischer Skilangläufer
- Viljo Vesterinen (1907–1961), finnischer Akkordeonspieler und Komponist

### Künstlername
- Viljo Veijo, ein Pseudonym von Armas Äikiä (1904–1965), finnischer Dichter und Journalist